# Efferia murina
Efferia murina este o specie de muște din genul Efferia, familia Asilidae. A fost descrisă pentru prima dată de Philippi în anul 1865. Conform Catalogue of Life specia Efferia murina nu are subspecii cunoscute.